# Etnografia
L'etnografia (dal greco: ethnos (έθνος) - "popolo", e grapho (γράφω) - "scrivere"; letteralmente "descrizione del popolo") è il metodo con cui operano le ricerche sul campo delle scienze etnoantropologiche. Il termine compare la prima volta nel 1767 in un libro dello storico tedesco Johann Friedrich Schöpperlin (1732-1772).
Secondo la classificazione di Marcel Griaule, l'etnografia registra informazioni su diversi popoli, mentre l'etnologia costruisce, da queste descrizioni, sistemi coerenti.
Fare etnografia significa recarsi tra coloro che si vuole studiare per un certo periodo di tempo, ed utilizzare alcune tecniche di ricerca (come l'osservazione o l'intervista) allo scopo di collezionare un insieme di dati che una volta interpretati, rendano possibile la comprensione della cultura in esame. Riti, rituali, cerimonie, norme, valori, credenze, comportamenti, artefatti, sono i principali fenomeni di interesse dell'etnografo, attraverso i quali la cultura si rende intelligibile.
Sebbene il tedesco Gerhard Friedrich Müller sia considerato il padre dell'etnografia per la sua descrizione e categorizzazione di abbigliamento, religioni e rituali dei gruppi etnici siberiani compiuta dal 1733 al 1743, si ritiene che l'etnografia nasca come metodo dell'antropologia culturale sul finire del XIX secolo, quando le grandi potenze imperialiste, coinvolte nella colonizzazione diretta di gran parte dei paesi non occidentali, sviluppano specifici interessi conoscitivi in relazione alle strutture sociali e ai sistemi culturali delle popolazioni da esse controllate. I primi lavori etnografici si caratterizzano per un forte stile "realista", stile che sarà tipico dello struttural-funzionalismo, concezione che proprio a partire da queste prime esperienze sarà teorizzato negli studi antropologici seguenti i primi decenni del Novecento. Esempi di descrizioni etnografiche del periodo "classico" sono quelle di Bronisław Malinowski (Gli argonauti del Pacifico occidentale, 1922) e di E. E. Evans-Pritchard ("Stregoneria, oracoli e magia tra gli Azande", 1937; "I Nuer. Un'anarchia ordinata", 1940).
Il significato del termine evolve parimenti a quello di cultura: verso gli anni sessanta e settanta del Novecento, autori come Clifford Geertz, in linea con l'epistemologia costruttivista di Peter L. Berger e Thomas Luckmann, contribuiscono a delineare il carattere riflessivo dell'etnografia postmoderna, considerata non più un metodo volto a scoprire realtà oggettive, bensì come il prodotto di una conoscenza situata. Le raccolte etnografiche hanno una lunga storia, hanno inizio con le wunderkammer e si sviluppano poi con le campagne di raccolta, dirette da antropologi; e, infine, sono confluite nella costruzione di importanti musei etnografici.

## Approfondimenti

### Etnografia e ricerca antropologica
Il lavoro etnografico e le complesse modalità di relazione che l'antropologo stabilisce con i suoi interlocutori (individui o istituzioni) sono ciò che meglio identifica e distingue la disciplina antropologica. La professionalità dell'antropologo si manifesta essenzialmente sul terreno, nei luoghi ove il ricercatore si confronta con l'alterità spaesante di altre culture. 
La storia dell'antropologia evidenzia quanto la componente etnografica sia strettamente integrata ed armonizzata nella disciplina e, conseguentemente, nel profilo professionale dell'antropologo.
Le stesse tecniche di raccolta dei dati, originariamente individuate come nucleo facilmente circoscrivibile dell'approccio etnografico – sistemi di regole pratiche raggruppate e codificate in Instructions sommaires pour les collecteurs d'objects ethnographiques, e, ancor prima, nelle famose Notes and Queris di Frazer hanno potuto svilupparsi con pieno significato e in modo più produttivo solo quando hanno trovato una collocazione nel sapere antropologico, ereditando, da una parte, conoscenze, metodi, capacità e fondamenti epistemologici, dall'altra contribuendo alla loro costruzione.
Clifford Geertz è stato tra i primi a proporre una nuova concezione dell'etnografia, concepita essa stessa come momento teorico-interpretativo. La comparazione, tradizionale principio metodologico dell'antropologia "classica", in Geertz si sviluppa a partire dalla costruzione di concetti integrati nel livello etnografico, nozioni aperte frutto di un processo dialettico tra concetti vicini e lontani dall'esperienza del nativo.

### Il metodo etnografico: osservazione partecipante e paradigma indiziario
Il paradigma epistemologico dominante nelle pratiche della ricerca etnografica, almeno fino ai primi anni '50, ancora oggi largamente utilizzato da molti antropologi, è il cosiddetto metodo dell'osservazione partecipante.
Rispetto alle versioni più aggiornate delle Notes and Queris la novità di questa metodologia, il cui ideatore unanimemente riconosciuto è l'antropologo di origine polacca Bronisław Malinowski, non si fonda tanto su un inedito insieme di regole metodologiche prescrittive, ma piuttosto su un nuovo stile di lavoro sul campo: “vivere proprio in mezzo agli indigeni”.
Secondo Malinowski, l'antropologo deve "osservare partecipando". Il che vuol dire entrare in rapporto empatico con i nativi, prendere parte alla vita delle popolazioni che si osservano, allo scopo di cogliere il loro punto di vista, la loro visione del loro stesso mondo.
Osservare partecipando significa altresì penetrare e cogliere dall'interno la vita delle popolazioni e delle culture.
Per questo l'antropologo dovrà tenere un punto di vista distaccato e nel contempo farsi il più possibile indigeno e impegnarsi nell'esplorazione, e nella conservazione e diffusione della memoria culturale umana, delle pratiche e delle astuzie culturali della vita quotidiana come di quelle dei professionisti della cultura: intellettuali, uomini religiosi, politici.
L'antropologo studiando la cultura, osservandola dall'interno, si trova, nello svolgimento della propria attività, in una realtà socioculturale individuabile come sistema aperto, ove l'incontro etnografico avviene nel medesimo contesto significativo che rappresenta l'oggetto della sua ricerca. Questa scena è caratterizzata da una sorta di circolarità ermeneutica prodotta dall'interazione dialogica tra osservatore-osservato, tra antropologo e informatore-nativo.
In questa situazione diventa fondamentale il procedimento etnografico utilizzato e i modi in cui la conoscenza acquisita viene poi tradotta e trasferita alla comunità scientifica e a un generico pubblico.
Il modo in cui l'antropologo si relaziona con l'alterità, lo studio del genere umano e della sua stessa cultura, porta a interrogarsi sulla nostra identità e su quella dell'altro e conduce necessariamente, oggi più che mai, a un'analisi e a una profonda riflessione sulla società contemporanea.
Infatti pensare antropologicamente e fare ricerca sul campo significa anche considerare ogni aspetto della vita sociale della cultura studiata, secondo una prospettiva olistica, facendo emergere i vari significati che un dato fenomeno può assumere se osservato da diversi punti di vista.
Ma soprattutto significa riconoscere e contrastare le tendenze etnocentriche che conducono gli individui a ritenere il proprio comportamento e i propri valori migliori di quelli degli altri o, in un'ipotesi meno forte, a ritenerli elementi di ancoraggio per la formulazione di un giudizio. 
I pregiudizi se da un lato costituiscono la base concettuale che permette di formulare e concepire il mondo della vita che occupa le nostre esistenze, d'altra parte, nel contatto con l'altro subiscono un processo d'alterazione che permette di pensare in modo nuovo ciò che prima non apparteneva ancora al nostro orizzonte di comprensione.
Per arrivare ad una profonda conoscenza di una comunità, gli antropologi devono prestare un'attenzione particolare al modo di esprimersi di coloro che di tali comunità fanno parte.
Questo significa da un lato proporsi, ai nostri interlocutori, con atteggiamenti improntati all'ascolto in grado di enfatizzare e confermare il loro ruolo di soggetti produttori di significati, di valori e di senso; dall'altro significa dedicarsi a un lavoro di traduzione non solo linguistica ma anche concettuale. Un'importante osservazione su questo punto ci proviene da Bronisław Malinowski. Le esperienze di campo alle isole Trobriand, gli consentirono di mettere in luce per la prima volta una delicata questione insita nella disciplina: quanto l'antropologo è in grado di cogliere il punto di vista dell'indigeno? La domanda, in realtà, va compresa in un contesto più ampio di quanto possa sembrare in un primo momento. Non si tratta infatti di una considerazione meramente "tecnica”, ma di un problema molto più critico che si pone alla base di possibili forme di “disagio” interiore dell'antropologo, il quale non può sottrarsi al fatto di doversi misurare e rapportare anche con le interpretazioni dei nativi, il cui significato non può in nessun caso essere equiparato a quello di materiali inerti assoggettabili alle sole inferenze dello studioso.
Nel libro "Il metodo dell'etnografia", Griaule descrive le procedure del lavoro etnografico presso i Dogon (una popolazione del Mali) mettendo in rilievo la tortuosità dell'inchiesta, la quale deve tenere conto inevitabilmente:
- del carattere sempre lacunoso delle dichiarazioni dell'informatore;
- del continuo sforzo dell'etnografo per rimettere in pista l'indigeno che tende a divagare;
- del valore delle dichiarazioni dell'informatore che molte volte rappresentano solo piccoli indizi ed altre volte punti di vista molto particolari e situazionali, non generalizzabili.

Griaule considerava la ricerca etnografica come un'operazione strategica: ricerca indiziaria di tracce, sottrazione di informazioni e di oggetti tradizionali compiuta attraverso una lunga pressione, un elaborato tira e molla fatto di compromessi e caratterizzato da una sorta di violenza, violenza ineliminabile in quanto prodotta dagli opposti interessi, mai pienamente conciliabili, di antropologo e nativo.
In molti studiosi è sorto il dubbio che, nella sua opera, Griaule avesse scritto ciò che i Dogon volevano che egli scrivesse. Sta di fatto che questo dubbio mette in evidenza come l'inchiesta etnografica non sia una semplice raccolta di informazioni e dati, ma qualcosa che implica una complessa serie di relazioni di potere tra etnologo e indigeno.

### Il metodo etnografico: un utile strumento di confronto
Nel suo primo lavoro, "L'adolescenza in Samoa", l'antropologa statunitense Margaret Mead focalizzò il suo lavoro antropologico sul periodo dell'adolescenza della donna nelle Isole Samoa. 
In esso venivano analizzati il contesto sociale ed educativo che concorrevano alla formazione della personalità della donna durante un periodo estremamente critico e decisivo ai fini di un corretto adattamento dell'individuo ai valori riconosciuti come positivi dalla sua società. 
Questo studio mostra come l'adolescenza in una società semplice ed omogenea, fosse una fase della vita dell'individuo meno esposta a traumi di quanto non fosse nella società occidentale e nella società statunitense in particolare. 
All'origine di questa differenza, ella sosteneva, stavano due fattori importanti: la mancanza di messaggi concorrenziali e produttivistici inviati dalla cultura all'individuo, e il carattere sostanzialmente monodimensionale, ossia privo di alternative rilevanti, nelle scelte che si parano dinanzi al giovane giunto all'età dell'adolescenza. 
Il significato dello studio della Mead consisteva dunque nel mostrare come a valori culturali diversi corrispondessero modelli educativi differenziati, e come questi ultimi dessero luogo alla formazione di personalità individuali diversamente orientate.
Grazie a questo lavoro e alla descrizione dei costumi familiari e della formazione delle inclinazioni sessuali dei Samoani, Margaret Mead sottoponeva allo sguardo etnocentrico del genitore, del pedagogista e dell'assistente sociale statunitensi un'esperienza di vita diversa, contribuendo in tal modo a rendere più articolato l'orizzonte teorico e pratico al cui interno si era mossa fino a quel momento l'esperienza educativa statunitense.

### Il relativismo culturale
Anche secondo Franz Boas uno degli scopi fondamentali dell'etnologia è l'integrazione culturale. Egli fu uno dei primi antropologi culturali ad affermare il carattere unitario, sia biologico sia intellettuale del genere umano. 
Nel saggio The social organization and the Secret Societies of the Kwakiutl Indians ("L'organizzazione sociale e le società segrete degli Indiani Kwakiutl", 1897), frutto di un'importante ricerca sul campo condotta sulla costa della Columbia Britannica tra il 1894 e il 1895, Boas descrisse la celebre pratica del potlatch. Per la sua analisi, tuttavia, Boas adoperò termini quali "investimento", "vendita", "interesse", "capitale", proponendo il linguaggio dell'economia capitalista in un contesto che nulla aveva a che vedere con una situazione di mercato e cadendo di conseguenza nel tranello del pregiudizio etnocentrico.
In The Mind of Primitive Man ("L'uomo primitivo", 1911), ebbe però modo di sviluppare l'idea secondo cui ogni cultura va compresa dall'interno, e non dall'astratto punto di vista "oggettivo" dell'etnografo portatore di una diversa mentalità. Questa impostazione, per la quale l'antropologo è invitato a mettere in discussione la sua stessa formazione culturale per non venirne irreparabilmente condizionato in senso deformante e riduttivo, pose le basi di quegli sviluppi critici della scuola statunitense, che portarono all'enunciazione della teoria del relativismo culturale.
Boas inaugurò un nuovo metodo di ricerca sul campo, basato sullo studio di singole culture e di aree culturali particolari. Le forme dei tratti propri di una certa popolazione, secondo Boas, dovevano essere spiegati a partire dalla complessità di una molteplicità di cause storiche (particolarismo storico) e non riferendosi ad un rigido e generalizzante sistema di stadi evolutivi (critica all'evoluzionismo).
L'antropologia è relativista, perché ritiene che le esperienze culturali degli altri non possano venire interpretate e comprese attraverso la semplice applicazione delle categorie della cultura dell'osservatore, ma debbano essere considerate all'interno del contesto complessivo entro cui prendono vita e forma. Ed è lì, in quel contesto, che tutti i fenomeni esprimono il senso del loro esistere. 
Se la presunzione di avere finalmente visto in faccia l'altro, di averlo riconosciuto come differenza o somiglianza, si accompagna alla convinzione del superamento dei propri pregiudizi – pregiudizi che in questo modo si raddoppiano e in ciò meglio si nascondono al nostro sguardo – , le forme di relativismo radicale implicano invece distanziamento e segregazione culturale, e sono quindi incapaci di concepire le dinamiche “etnografiche” dei fenomeni di negoziazione, dialogo, conflitto che la coevità delle culture racchiude.
Il compito della ricerca etnografica non può essere quello limitato di rappresentare la differenza-somiglianza tra culture. L'antropologia deve essere in grado di mostrare la ricchezza dell'altro che sfugge ad ogni codice precostituito. Si tratta di conoscere l'alterità dell'altro (e qui forse sta la difficoltà paradossale del lavoro etnografico), condividerne parte della vita per giungere a capire qualcosa di noi, dei nostri desideri più nascosti e delle possibilità di realizzazione di cui non siamo consapevoli: è la via lunga che attraverso l'altro ci riconduce a noi stessi, nel luogo da cui eravamo partiti.